# Україна. Становлення нації
Україна. Становлення нації (пол. Ukraina: Narodziny narodu; англ. Ukraine — The Birth of a Nation) — документальний фільм, знятий кінорежисером Єжи Гофманом 2008 року на кіностудії «Зодіак» (Польща; чотири серії по 50 хвилин кожна).

## Про фільм
У фільмі відтворено історію України від Хрещення і до сьогодення. За задумом режисера, завдання стрічки — провокація для молоді, імпульс до вивчення історії України та пошуків істини.
В основу фільму покладені відео- та аудіоматеріали, безліч ілюстрацій та архівних документів, які Єжи Гофман збирав особисто.
Фільм супроводжують коментарі самого автора. Цікавим є відео опитування серед українців різних регіонів на початку 1-ї частини фільму «Від Русі до України».

## Поштовх до зняття фільму
На створення фільму Єжи Гофмана надихнула книга колишнього Президента України Леоніда Кучми «Україна — не Росія».
«Мене здивувала фраза, яку Леонід Кучма виніс у заголовок. Навіть я, який виріс у Росії, у Сибіру, в імперії, де Україну як самостійну одиницю ніхто й ніколи не розглядав, завжди мав природне усвідомлення того, що ваша країна — таки не Росія», — казав Єжи Гофман.

## Перелік серій
1. Від Русі до України (англ. From Rus to Ukraine)
2. Україна чи Малоросія (англ. Ukraine or Little Russia)
3. Разом назавжди (англ. Together Forever)
4. Незалежність (англ. Independence)

## Відгуки про фільм
Після презентації фільму в Одесі професор Одеського національного політехнічного університету, завідувач кафедри історії та етнографії Григорій Гончарук заявив журналістам, що за такий «блискучий фільм про Україну», як «Україна: становлення нації» Єжи Гофман заслуговує звань Герой України та Почесний громадянин Одеси.